# Giacinto Manna
Giacinto Manna (Napoli, 13 settembre 1706 – Napoli, 11 marzo 1768) è stato un clavicembalista italiano.
Era figlio di Giuseppe Maria Manna e Caterina Feo (sorella del compositore Francesco Feo), nonché fratello maggiore del compositore e insegnante Gennaro Manna. Dopo aver studiato sotto l'insegnamento dello zio Feo, operò come clavicembalista a Napoli al Teatro San Bartolomeo, al Teatro dei Fiorentini e dal 1761 al 1765 al teatro San Carlo.
Giacinto Manna ebbe un figlio, Gaetano Manna, il quale fu attivo come compositore. 